# مرلینو
مرلینو (به ایتالیایی: Merlino) یک کومونه در ایتالیا است که در استان لودی واقع شده‌است.

## خصوصیات
مرلینو ۱۰٫۹ کیلومترمربع مساحت و ۱٬۳۶۰ نفر جمعیت دارد.